# Минаков, Александр Григорьевич
Алекса́ндр Григо́рьевич Минако́в (14 июля 1904, Мелитополь — ? ) — работник органов государственного управления Мелитополя, Запорожской области, председатель исполкома Запорожского городского совета в 1951—1953 годах.

## Биография
В 1921 окончил высшее начальное училище в Мелитополе. 1921 — каменщик горкомхоза. В 1924—1927 — секретарь окружного отдела профсоюза строителей. 1927—1933 — заведующий производственно-технического отдела, заместитель начальника, начальник конторы «Коммунстрой» в Мелитополе. В 1933 — начальник строительства консервного завода «Южпоставстрой». 1933—1934 — заместитель председателя Мелитопольского городского совета и заведующий горкоммунхоза. 1934—1935 — начальник строительства паротурбинной электростанции. 1935—1937 — заместитель председателя Мелитопольского горсовета и заведующий горкоммунхоза. 1937—1939 — председатель Мелитопольского горсовета, 1940—1942 — заместитель председателя исполкома Запорожского облсовета. 1943 — заместитель председателя Читинского облисполкома РСФСР. С 1943 — в распоряжении ЦК КП(б)У; уполномоченный опергруппы военного совета 4-го Украинского фронта. 1943—1951 — заместитель председателя исполкома Запорожского облсовета, 1951—1953 — председатель исполкома Запорожского городского совета.